# Lipová (Bardejov)
Lipová (ungarisch Tapolylippó – bis 1907 Lipova) ist eine Gemeinde im Osten der Slowakei mit 83 Einwohnern (Stand 31. Dezember 2024). Sie gehört zum Okres Bardejov, einem Kreis des Prešovský kraj, und wird zur traditionellen Landschaft Šariš gezählt.

## Geographie
Die Gemeinde befindet sich in den Niederen Beskiden, noch genauer im Bergland Ondavská vrchovina, am Oberlauf des Baches Lipovka im Einzugsgebiet der Topľa. Das Ortszentrum liegt auf einer Höhe von 287 m n.m. und ist 22 Kilometer von Bardejov entfernt (Straßenentfernung).
Nachbargemeinden sind Ortuťová im Westen und Norden, Cernina und Rovné im Nordosten, Mlynárovce im Osten und Südosten, Kurima im Süden und Šašová im Südwesten.

## Geschichte
Lipová entstand im 15. Jahrhundert in der Herrschaft von Makovica und wurde zum ersten Mal 1567 als Lipowa schriftlich erwähnt.
1787 hatte die Ortschaft 24 Häuser und 138 Einwohner, 1828 zählte man 29 Häuser und 231 Einwohner, die als Schaf- und Schweinehalter, aber auch als Hammelfleischhändler beschäftigt waren.
Bis 1918 gehörte der im Komitat Sáros liegende Ort zum Königreich Ungarn und kam danach zur Tschechoslowakei beziehungsweise heute Slowakei. In der Zeit der ersten tschechoslowakischen Republik waren die Einwohner als Landwirte, Waldarbeiter und Weber tätig. Nach dem Zweiten Weltkrieg pendelte ein Teil der Einwohner zur Arbeit in Industriebetriebe in Bardejov, Svidník und Košice, die örtliche Einheitliche landwirtschaftliche Genossenschaft (Abk. JRD) wurde im Jahr 1959 gegründet, nachdem die vorherige, 1952 entstandene Genossenschaft schon ein Jahr später wieder aufgelöst wurde.

## Bevölkerung
| Jahr                | 1994 | 2004    | 2014     | 2024    |
| ------------------- | ---- | ------- | -------- | ------- |
| Anzahl der Personen | 104  | 94      | 81       | 83      |
| Unterschied         |      | −9,61 % | −13,82 % | +2,46 % |

| Jahr                | 2023 | 2024    |
| ------------------- | ---- | ------- |
| Anzahl der Personen | 81   | 83      |
| Unterschied         |      | +2,46 % |

Nach der Volkszählung 2011 wohnten in Lipová 84 Einwohner, davon 48 Slowaken, 21 Russinen und 11 Roma. Vier Einwohner machten keine Angabe zur Ethnie.
63 Einwohner bekannten sich zur griechisch-katholischen Kirche, 17 Einwohner zur römisch-katholischen Kirche sowie jeweils ein Einwohner zur Evangelischen Kirche A. B. und zur orthodoxen Kirche. Bei zwei Einwohnern wurde die Konfession nicht ermittelt.

## Baudenkmäler
- griechisch-katholische Kirche Schutz der hochheiligen Gottesgebärerin aus dem Jahr 1872[6]

## Verkehr
Nach Lipová führt nur die Cesta III. triedy 3516 von Ortuťová heraus.